# Tricorythodes curvatus
Tricorythodes curvatus är en dagsländeart som beskrevs av Allen 1977. Tricorythodes curvatus ingår i släktet Tricorythodes och familjen Leptohyphidae. Inga underarter finns listade i Catalogue of Life.